# Ctenomys porteousi
Туко-туко Портеауса (Ctenomys porteousi) — вид гризунів родини тукотукових, що зустрічається в східній частині Аргентини в провінціях Буенос-Айрес і Ла-Пампа. Споконвічним середовищем проживання для цього виду були пампаські поля, але через зміни у землекористуванні тепер це найчастіше краї полів.

## Зовнішня морфологія
Середні виміри: довжина голови й тіла 186.3, хвоста 77.1, задніх ніг 30.4 мм. Спина коричнева з чорнуватим. Середина спини темна в деяких особин, але чорний колір не різко визначений. Маківка теж чорнувата. Живіт і ноги світліші; хвіст світло-коричневий із темними штрихами.

## Етимологія
Вид названий на честь дона Сесіла Джона Монтегю Портеуса (англ. Cecil John Montague Porteous, 1884–1953) та підполковник Джона Джеймса Портеуса (англ. John James Porteous, 1857–1948).